# Habropogon distipilosus
Habropogon distipilosus är en tvåvingeart som beskrevs av Weinberg 1973. Habropogon distipilosus ingår i släktet Habropogon och familjen rovflugor. Inga underarter finns listade i Catalogue of Life.